# Hase (flod)
Hase är en tysk flod, biflod till Ems, som rinner upp på norra sidan av Teutoburgerskogen, och därefter huvudsakligen i riktning mot norr till södra Oldenburg, där den rinner av mot väster och mynnar vid Meppen i Ems.
Flodens längd är 193 kilometer och den är segelbar 61 kilometer. Flodområdet är 3 126 kvadratkilometer.